# Liste des maires du Havre
Cet article dresse la liste des maires du Havre depuis 1790.

## Période révolutionnaire[1]
- 14 février 1790 -  15 novembre 1790 : Pierre Duval (élection, démissionnaire)
- 18 novembre 1790 - 19 novembre 1791 : Jean-Jacques Christinat (élection pour 1 an)
- 19 novembre 1791 - 20 septembre 1793 : Jacques-Ambroise Rialle (élection, le Conseil municipal est dissous par la Convention)
- 21 septembre 1793 - 17 février 1794 (29 pluviôse An II) : Jean-Marc Belot (nomination par la Convention, démissionnaire)
- 17 février 1794 (29 pluviôse An II) - 5 octobre 1794 (13 vendémiaire An III) : François Bayle (nomination par la Convention, le Conseil municipal est dissous par la Convention)
- 5 octobre 1794 (13 vendémiaire An III) - 26 décembre 1795 (4 frimaire An IV) : Louis Lemesle (nomination par la Convention, démission du Conseil municipal)
- 25 décembre 1795 (4 frimaire An IV) - 28 mars 1797 (8 germinal An V) : Jean-Marin Grégoire (élection pour un an prolongé)
- 28 mars 1797 (8 germinal An V) - 9 septembre 1797 (23 fructidor An V) : Jacques-Ambroise Rialle (élection pour un an, le Conseil municipal est dissous par l'État)
- 9 septembre 1797 (23 fructidor An V) - 13 septembre 1797 (27 fructidor An V) : Marie Glier (intérim)
- 13 septembre 1797 (27 fructidor An V) - 20 avril 1799 (1er floréal An VII) : Alexandre Lacorne (élection)
- 20 avril 1799 (1er floréal An VII) - 13 mai 1800 (23 floréal An VIII) : Marie Glier (élection, destituée par le 1er Consul)
- 10 juillet 1800 (21 messidor An VIII) - 19 juillet 1821 : Guillaume-Antoine Sery (nomination par Napoléon Bonaparte, destitution par le roi le 20 juin 1821)

## Restauration
- 20 juin 1821 - 15 août 1830 : André Begouën-Demeaux (nommé par le roi le 20 juin 1821, il ne prend ses fonctions que le 23 octobre, démissionnaire une première fois le 2 août 1830, il les reprend aussitôt puis redonne définitivement sa démission le 15 août)
- 17 août 1830 : Lahoussaye (nommé maire par le roi, aussitôt démissionnaire)

## Monarchie de Juillet
- 8 septembre 1830 - 25 décembre 1831 : Michel Delaroche (nommé par le roi)
- 25 décembre 1831 - 15 mars 1848 : Adrien Lemaistre (élection puis nomination par le gouvernement, le conseil municipal est dissous par le gouvernement provisoire)

## IIeRépublique
- 19 mars 1848 - 22 mai 1849 : Jules Ancel (maire provisoire jusqu'au 24 mars puis nomination par le gouvernement provisoire, démissionnaire car élu député)
- 12 juillet 1849 - 22 août 1849 : Alexandre Bertin (nommé maire par intérim, il est contraint à la démission par le conseil municipal pour républicanisme)
- 14 septembre 1849 - 13 octobre 1849 : Frédéric Perquer (intérim)
- 13 octobre 1849 - 10 janvier 1853 : Adrien Lemaistre (nommé par le président de la République, démissionnaire)

## IIdEmpire
- 14 janvier 1853 - 11 avril 1853 : Isidore Maire (intérim)
- 11 avril 1853 - 19 juillet 1855 : Jules Ancel (nommé par l'Empereur)
- 20 juillet 1855 - 11 décembre 1858 : Édouard Larue (nommé par l'Empereur, démissionnaire)
- 17 décembre 1858 - 9 août 1860 : Just Viel (nommé maire par intérim, le Conseil municipal est dissous par l'Empereur)
- 9 août 1860 - février 1864 : Just Viel (nomination par l'Empereur, décès en fonction)
- 16 mars 1864 - 7 août 1870 : Édouard Larue (nommé par l'Empereur à deux reprises : 16 mars 1864 et 26 août 1865)

## IIIeRépublique
- 31 août 1870 - 17 février 1874 : Ulysse Guillemard(élection, le Conseil municipal est dissous par le gouvernement)
- 17 février 1874 - 22 novembre 1874 : Emmanuel Bigot de La Robillardière (nommé par le président de la République)
- 26 décembre 1874 - 21 janvier 1878 : Jules Masurier (élection)
- 28 janvier 1878 - 14 septembre 1878 : Ulysse Guillemard (élection, décès en fonction)
- 14 septembre 1878 - 6 janvier 1886 : Jules Siegfried (intérim jusqu'au 23 octobre 1878 puis nommé par le président de la République, démissionnaire car élu député)
- 21 février 1886 - 1er octobre 1890 : Paul Marion (élection, démissionnaire pour raison de santé)
- 9 novembre 1890 - 16 mai 1896 : Louis Brindeau (élection et réélection le 15 mai 1892)
- 17 mai 1896 - 15 mai 1904 : Théodule Marais (élection et réélection le 20 mai 1900)
- 15 mai 1904 - 17 mai 1908 : Théodore Maillart (élection)
- 17 mai 1908 - 24 juin 1914 : Henry Génestal (élection et réélection le 16 mai 1912, démissionnaire pour raison de santé)
- 1er juillet 1914 - 7 décembre 1919 : Pierre-François Morgand (élection)
- 7 décembre 1919 - 13 juin 1940 : Léon Meyer (élection et réélection à trois reprises le 17 mai 1925, le 12 mai 1929 et le 17 mai 1935, destitution par le gouvernement de Vichy)

## État français
- 13 juin 1940 - 13 août 1941 : Frédéric Risson (maire par intérim nommé par le gouvernement de Vichy jusqu'au 1er mars 1941, nommé maire par arrêté ministériel le 1er mars 1941, décès en fonction)
- 13 août 1941 - 23 septembre 1941 : Georges Patrimonio (nommé maire par intérim par le gouvernement de Vichy)
- 24 septembre 1941 - 12 septembre 1944 : Pierre Courant,[2] (nommé maire par le gouvernement de Vichy, destitution par le Gouvernement provisoire à la Libération)

## IVeRépublique
- 13 septembre 1944 - 18 mai 1945 : Émile Sicre[3] (élu président du Comité local de la libération nationale remplissant les fonctions de maire jusqu'au 30 novembre 1944 ; élu maire le 1er décembre 1944)
- 18 mai 1945 - 24 octobre 1947 : Pierre Voisin (élection)
- 25 octobre 1947 - 26 octobre 1947 : Albert Le Clainche (élection, démissionnaire)
- 14 novembre 1947 - 12 décembre 1947 : Pierre Voisin (nommé président de la délégation spéciale par décret ministériel après dissolution du Conseil municipal pour cause de blocage)
- 13 décembre 1947 - 2 avril 1953 : Pierre Courant (élection[2], le conseil municipal est dissous en raison du rattachement de la commune de Bléville par Le Havre)
- 3 avril 1953 - 4 mai 1953 : Pierre Courant[2] (nommé président de la délégation spéciale par décret ministériel)
- 5 mai 1953 - 18 mars 1954 : Pierre Courant[2] (élection, le Conseil municipal est dissous pour cause de blocage)
- 18 mars 1954 - 20 mai 1954 : Eugène Gas (nommé président de la délégation spéciale par décret ministériel)
- 21 mai 1954 - 28 novembre 1955 : Léopold Abadie (élection[4], le conseil municipal est dissous en raison du rattachement de la commune de Sanvic par Le Havre)
- 29 novembre 1955 - 29 janvier 1956 : Léopold Abadie (nommé président de la délégation spéciale par décret ministériel)
- 30 janvier 1956[5] - 16 mars 1959[6] : René Cance (élection)

## VeRépublique
|  | Portrait | Nom                                                                                                  | Début du mandat | Fin du mandat    | Appartenance politique | Notes |
|  | -------- | --- | --------------- | ---------------- | ---------------------- | --- |
|  |          | René Cance (né le 19 avril 1895 à Laroquebrou et mort le 30 juillet 1982 à Draguignan)               | 4 octobre 1958  | 17 mars 1959     | PCF                    | Instituteur, maire du Havre du 30 janvier 1956 au 16 mars 1959, conseiller général du Havre-2 (1937-40 et 1945-1971), député de la Seine-Inférieure (1946-1951 et 1956-1958), député de la septième circonscription de la Seine-Maritime (1958-1967).               |
|  |          | Robert Monguillon (né le 7 juillet 1898 à Chantenay-Villedieu et mort le 29 septembre 1983 au Havre) | 17 mars 1959    | 27 mars 1965     | SFIO                   | |
|  |          | René Cance (né le 19 avril 1895 à Laroquebrou et mort le 30 juillet 1982 à Draguignan)               | 27 mars 1965    | 20 mars 1971     | PCF                    | Instituteur, maire du Havre du 30 janvier 1956 au 16 mars 1959, conseiller général du Havre-2 (1937-40 et 1945-1971), député de la Seine-Inférieure (1946-1951 et 1956-1958), député de la septième circonscription de la Seine-Maritime (1958-1967).               |
|  |          | André Duroméa (né le 5 septembre 1917 au Havre et mort le 16 mars 2011 à Dieppe)                     | 20 mars 1971    | 4 octobre 1994   | PCF                    | Ajusteur, artisan serrurier, réélu à trois reprises le 19 mars 1977, le 11 mars 1983 et le 24 mars 1989, démissionnaire Député de la Seine-Maritime (1967-1986 et 1988-1993), sénateur de la Seine-Maritime (1986-1988), conseiller général du Havre-2 (1958-1976). |
|  |          | Daniel Colliard (né le 14 août 1930 à Dieppe et mort le 2 janvier 2022 au Havre)                     | 10 octobre 1994 | 25 juin 1995     | PCF                    | Cimentier-boiseur, employé du Ministère de la Reconstruction au Havre, Conseiller général du Havre-5 (1976-1982). |
|  |          | Antoine Rufenacht (né le 11 mai 1939 au Havre, mort le 5 septembre 2020 à 81 ans,)                   | 25 juin 1995    | 18 octobre 2010, | RPR puis UMP           | Administrateur civil du Trésor, chef d'entreprise. Réélu le 25 mars 2001 et le 16 mars 2008, démissionnaire pour mettre en selle son premier adjoint, Édouard Philippe Président de la Communauté de l'agglomération havraise (2001-2010)                           |
|  |          | Édouard Philippe (né le 28 novembre 1970 à Rouen)                                                    | 24 octobre 2010 | 20 mai 2017      | UMP → LR               | Énarque, conseiller d'État, remplace Antoine Rufenacht. Démissionnaire à la suite de sa nomination comme Premier ministre. Président de la Communauté de l'agglomération havraise (2010-2017), Député de la Seine-Maritime (7e circ.) (2012-2017)                   |
|  |          | Luc Lemonnier (né le 22 mai 1968 au Havre)                                                           | 28 mai 2017     | 21 mars 2019     | LR                     | Cadre d'assurances, président de la communauté de l'agglomération havraise (2017-2018), conseiller départemental du Havre-6 (2015-2019), vice-président du conseil départemental de la Seine-Maritime (2015-2019 ), démissionnaire.                                 |
|  |          | Jean-Baptiste Gastinne (né le 2 juin 1967 à Paris)                                                   | 21 mars 2019    | 5 juillet 2020   | LR                     | Historien Maire par intérim à la suite de la démission de Luc Lemonnier, il est élu maire le 30 mars 2019, Président de la communauté de l'agglomération havraise (2019-2020).                                                                                      |
|  |          | Édouard Philippe                                                                                     | 5 juillet 2020  | en cours         | DVD puis Horizons      | Énarque, conseiller d'État, ancien Premier ministre (2017-2020), président de la CU Le Havre Seine Métropole (2020-) |

## Compléments